# Platarctia rosacea
Platarctia rosacea là một loài bướm đêm thuộc phân họ Arctiinae, họ Erebidae.